# Comté de Northampton (Australie)
Pour les articles homonymes, voir Comté de Northampton.
Le Comté de Northampton est une zone d'administration locale sur la côte est de l'Australie-Occidentale en Australie. Le comté est situé à 50 kilomètres au nord de la ville de Geraldton et à environ 460 kilomètres au nord de Perth, la capitale de l'État.
Le centre administratif du comté est la ville de Northampton.
Le comté est divisé en un certain nombre de localités:
- Northampton
- Ajana
- Alma
- Binnu
- Gregory
- Horrocks
- Houtman Abrolhos
- Isseka
- Kalbarri
- Kalbarri National Park
- Lynton
- Sandy Gully

Le comté a 11 conseillers locaux en 6 circonscriptions.